# Желтоклювая совка
Желтоклювая совка (лат. Otus icterorhynchus) — вид птиц рода совок семейства совиных.

## Подвиды
Выделяют два подвида:
- O. i. icterorhynchus (Shelley, 1873)
- O. i. holerythrus (Sharpe, 1901)

## Описание
Длина тела желтоклювых совок от 18 до 20 сантиметров; масса — от 61 до 80 граммов. Цвет оперения различается у светлой и тёмной морф. Низ покрыт белыми пятнами. Глаза жёлтые, клюв и восковица желтовато-бежевые. Светло-коричневые ноги оперены до основания пальцев.
Голос — протяжный свист.

## Распространение и среда обитания
Распространены в Гвинее, Либерии, Кот-д’Ивуаре, Гане, Камеруне, Габоне, Конго, Демократической Республике Конго и Центральноафриканской Республике. 
Желтоклювая совка предпочитает влажные тропические леса на высоте до 1000 метров над у.м., также встречается в кустарниках и на лугах.

## Питание
Состав рациона неизвестен, вероятно, он состоит в основном из насекомых.